# Hans Leberle
Hans Leberle (Monaco di Baviera, 29 agosto 1878 – Garmisch-Partenkirchen, 16 agosto 1953) è stato un alpinista, imprenditore e musicista tedesco,  scalatore attivo nelle Alpi orientali fu un rocciatore senza guida.
Leberle iniziò la sua carriera professionale nel 1909 come direttore del laboratorio di tecnologia della combustione presso l'Accademia Weihenstephan. Dal 1918 fino al suo pensionamento nel 1949 fu professore all'Accademia titolare della cattedra a Weihenstephan. Nel 1927 presentò al pubblico un procedimento per produrre la cosiddetta birra di frumento Champagne. Per i suoi servizi, Leberle venne nominato cittadino onorario della città di Freising. In ambito alpinistico fu una figura chiave dell'Associazione Alpina Accademica di Monaco di Baviera prima della prima guerra mondiale e fu un maestro suonatore di cetra e del gioco di carte dello schafkopf

## Biografia
Il professore universitario Hans Leberle fu direttore del birrificio sperimentale e didattico di Weihenstephan e un membro di lunga data della sezione di Monaco e dell'Associazione Alpina Accademica di Monaco di Baviera. All'epoca Leberle era uno dei migliori alpinisti di Monaco. Effettuò numerose prime salite nei monti del Kaiser, Monti del Karwendel, Monti del Wetterstein  e Allgäu. La sua impresa più importante fu probabilmente la prima scalata del Wetterwand. Curò ripetutamente la "Guida dei Monti del Monti del Wetterstein" e pubblicò un eccellente trattato sui monti del Monti del Wetterstein  nella "Rivista" del Club Alpino Tedesco nel 1904 e nel 1905. Esplorò con successo anche in molti altri gruppi, come le Dolomiti e le Alpi occidentali. Insieme a Pfann effettuò la seconda salita della Guglia di Brenta. Nel 1895 era salito cinquanta volte il monte Totenkirchl, di 2.193 m nei Wilder Kaiser mentre nel 1906 effettuò la prima scalata della parete sud del Musterstein.

## Pubblicazioni
- Demolizione del birrificio, Enke, Stoccarda 1937.
- La malteria pneumatica, Almqvist & Wiksells, Stoccolma 1938, pp. 145–162[2].

## Carriera alpinistica
1895 Cinquantesima salita del Totenkirchl, 2.193 m, (Wilder Kaiser)
1896 Prima salita del Spritzkarspitze - parete nord-ovest - cresta nord "Enzensperger-Leberle", III, 2.605 m, (Monti del Karwendel)
1896 Prima salita del Hochglück - cresta nord-est, IV, 2.573 m, (Monti del Karwendel)
1897 Prima salita all' Hinterreintalschrofen, 2.669 m, Teufelsgrat, 2.674 m; traversata in cresta fino a Hochwanner, 2.746 m,
(Monti del Wetterstein )
1897 Prima salita al Teufelsgrat da Hinterstallkopf a Hochwanner, III, 2.746 m, (Monti del Wetterstein )
1897 Salita dell'Hochwanner, 2.746 m, e prima traversata in cresta fino all'Hinterreintalschrofen, 2.669 m, (Monti del Wetterstein )
1898 Prima salita al Grosser Hundsstallkopf, discesa al Grosser Hundsstall, 2.559 m, (Monti del Wetterstein ) 
1898 Salita del Grosser Hundsstallkopf, 2.559 m, traversata in cresta fino all'Hinterreintalschrofen e Hochwanner
"Teufelsgrat", 2.746 m, (Monti del Wetterstein )
1898 Salita del Grosser Hundsstallkopf dalla Oberreintalscharte, 2.559 m, (Monti del Wetterstein )
1899 Primo tentativo ai Monti del Wetterstein, Cima superiore, 2.296 m;  prima salita dei Monti del Wetterstein, parete, 2.483 m;  ai Monti del Wetterstein, Cima inferiore, 2.152 m
- 1899 Prima salita della Monti del Wetterstein, parete, 2.483 m, Monti del Wetterstein Cima Inferiore, 2.152 m, II-III, (Monti del Wetterstein )
- 1899 Prima salita del Blassengrat, 2.706 m, (Monti del Wetterstein )
- 1899 Prima salita dell'Hochblassen-Blassengrat, III, 2.706 m (Monti del Wetterstein)
- 1899 Prima salita del Musterstein-Westgrat, II-III, 2.478 m, (Monti del Wetterstein )
- 1899 Prima salita del Partenkirchner Dreitorspitze-Northwestwand "Leberle-Führe", 2.633 m, (Monti del Wetterstein )
- 1899 Prima salita con la traversata dal Törlspitze al Musterstein, 2.478 m, (Monti del Wetterstein )
- 1899 Prima salita del Roßsteinnadel-Westgrat, II, 1.620 m, (Tegernsee-Prealpi bavaresi)
- 1900 Prima traversata della cresta occidentale della Cima Platten, 2.489 m, Cima Ilfen meridionale, (Alpi dell'Algovia)
- 1900 Salita della Winklerturm, 2.800 m, (Torri del Vajolet, Catinaccio, Dolomiti)
- 1900 Prima salita della Torre Delago dalla Torre Stabile, 2.790 m, (Catinaccio)
- 1900 Seconda salita della Torre del Vajolet, 2.805 m, (Catinaccio, Dolomiti)
- 1900 Prima salita del Lärchegg-gola nordorientale e cresta nord,III, 650 HM, 2.126 m, (Wilder Kaiser)
- 1900 Prima salita della cresta Söllerkopf settentrionale, 2.402 m,-Söllerkopf meridionale, 2.390 m, (Alpi dell'Algovia)
- 1900 Prima salita nord del Söllerkopf cresta nord, 2402 m, (Alpi dell'Algovia)
- 1900 Prima salita: Cresta sud del Söllerkopf settentrionale, 2402 m, (Alpi dell'Algovia)
- 1900 Seconda salita del Campanile Basso (Guglia di Brenta) "Via Normale", IV-V, 2.883 m, (Brenta)
- 1902 Prima salita del Große Riffelwandspitze parete ovest, IV, 2.626 m, (Monti del Wetterstein )
- 1902 Prima salita del Musterstein da nord "Heinrich-Leberle-Führe", III, 2.478m, (Monti del Wetterstein )
- 1902 Prima salita del Musterstein parete sud "Leberleweg", IV-, 2.478 m, (Monti del Wetterstein )
- 1902 Prima salita del Hirschbichlkopf - parete nord e cresta nord, 2.276 m, (Monti del Wetterstein )
- 1903 Prima salita del Wetterwandeck-Wetterwand, IV, 1000 HM, 2.698 m, (Monti del Wetterstein )
- 1905 Prima salita del Scharnitzspitze-parete sud "Leberle Weg", IV, 200 HM, 2.463 m, (Monti del Wetterstein )
- 1905 Salita del Hochwanner-parete nord, 56°, 1400 HM, 2.746 m, (Monti del Wetterstein)[1][3]